# Charles Kent
Pour les articles homonymes, voir Kent (homonymie).
Charles Kent (né le 18 juin 1852 à Londres, et mort le 21 mai 1923 à New York, aux États-Unis) est un acteur, producteur, réalisateur et scénariste britannique, naturalisé américain.

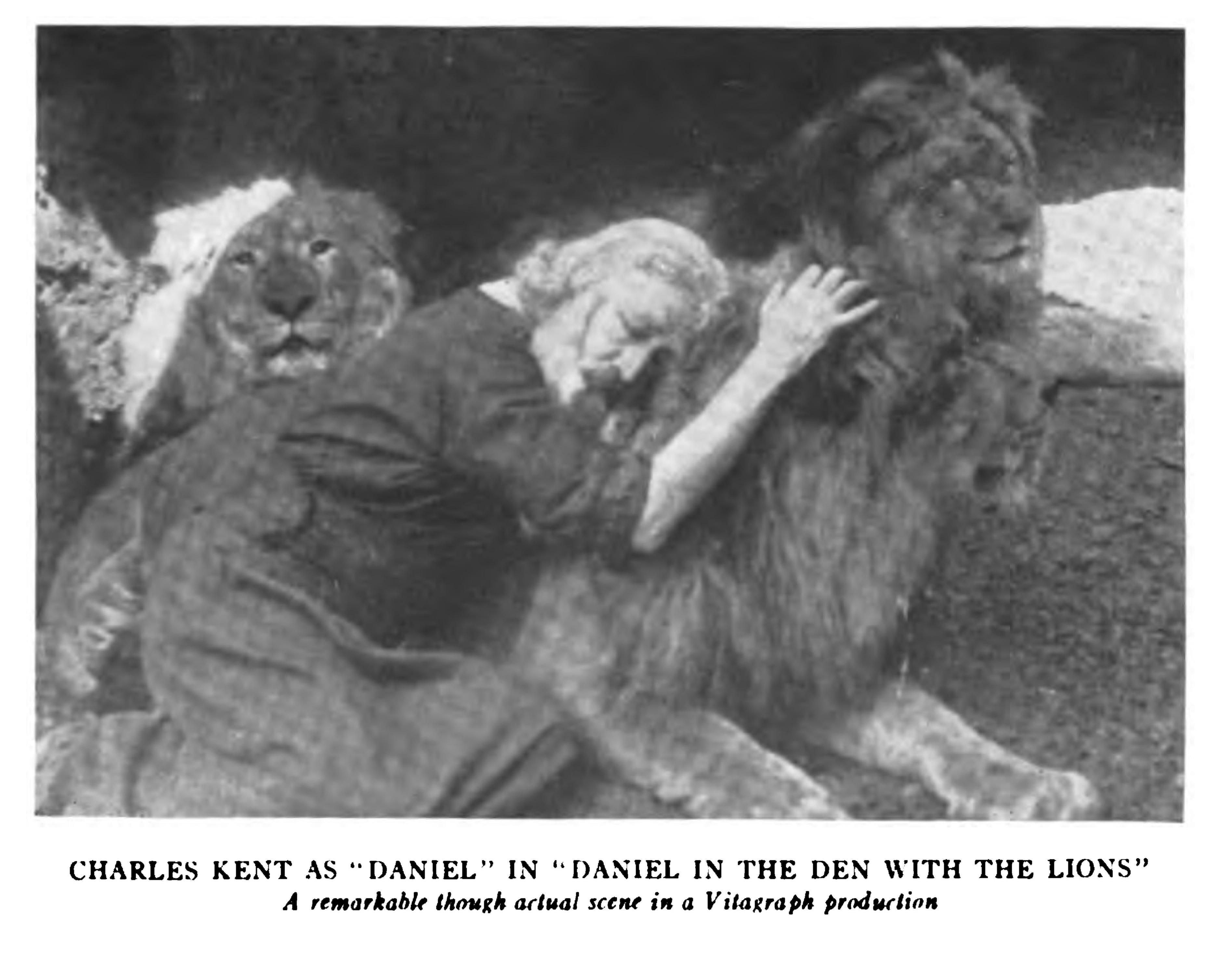
Dans Daniel (1913)

## Filmographie

### Comme acteur
- 1908 : The Last Cartridge, an Incident of the Sepoy Rebellion in India
- 1908 : Macbeth, de James Stuart Blackton :  Banquo / Roi Duncan
- 1908 : Romeo and Juliet, de James Stuart Blackton : Capulet
- 1908 : Julius Caesar, de  James Stuart Blackton et William V. Ranous : Jules César
- 1909 : The Poor Musician, de Van Dyke Brooke
- 1909 : Washington Under the British Flag, de  James Stuart Blackton
- 1909 : Washington Under the American Flag, de  James Stuart Blackton (+ scénariste)
- 1909 : The Cobbler and the Caliph, de  James Stuart Blackton
- 1909 : The Gift of Youth
- 1909 : Les Miserables (Part I)
- 1909 : Launcelot and Elaine, de lui-même : le Roi Arthur
- 1909 : Benedict Arnold, de  James Stuart Blackton : Benedict Arnold
- 1909 : The Life of Moses, de  James Stuart Blackton
- 1910 : Richelieu ou The Conspiracy, de  James Stuart Blackton
- 1910 : Twelfth Night, d'Eugene Mullin et lui-même : Malvolio
- 1910 : Becket, de lui-même : Thomas à Becket, Archevêque de Canterbury
- 1910 : Uncle Tom's Cabin, de James Stuart Blackton
- 1910 : Rose Leaves, de lui-même
- 1910 : Jean, the Matchmaker, de Larry Trimble
- 1910 : Examination Day at School, de D.W. Griffith
- 1910 : A Dixie Mother, de Van Dyke Brooke
- 1911 : Un drame d'amour sous la Révolution (A Tale of Two Cities), de William Humphrey  : Dr. Manette
- 1911 : Though Your Sins Be as Scarlet, de lui-même : Jésus-Christ
- 1911 : The Spirit of the Light ou Love Watches on Through the Years, de lui-même : Le gardien de phare
- 1911 : The Death of King Edward III, de  James Stuart Blackton : Edward III
- 1911 : Wages of War, de Van Dyke Brooke
- 1911 : The Ninety and Nine, de Ralph Ince : un fermier
- 1911 : Madge of the Mountains, de lui-même : Henry Brownlee Sr.
- 1911 : Arbutus, de lui-même
- 1911 : Suffer Little Children, de lui-même : le grand-père autoritaire
- 1911 : War : le père d'Arna
- 1911 : Vanity Fair, de lui-même : John Sedley
- 1911 : A Reformed Santa Claus : Harrison
- 1912 : She Never Knew, de lui-même : Mr. Blinn, un vieil homme
- 1912 : The Unknown Violinist, de lui-même : un vieux musicien
- 1912 : The Woman Haters, de Hal Reid : Mr. Henson
- 1912 : Fortunes of a Composer, de lui-même : Samuel Hermann, le compositeur
- 1912 : An Innocent Theft : le Ministre
- 1912 : The Days of Terror ou In the Reign of Terror, de lui-même : le Duc de Berac
- 1912 : Lincoln's Gettysburg Address, de  J. Stuart Blackton et James Young
- 1912 : The Bogus Napoleon, de lui-même : Le sosie de Napoléon
- 1912 : Rip Van Winkle, de lui-même
- 1912 : The Party Dress, de Charles L. Gaskill : le grand-père de Lydia
- 1912 : The Bond of Music, de lui-même : Francois Vian, un vieux musicien
- 1912 : As You Like It (en), de  J. Stuart Blackton, James Young et lui-même : Jacques
- 1912 : His Official Appointment, de lui-même : Colonel Armistead
- 1912 : The Awakening of Bianca, de lui-même : Angelo, le père de Bianca
- 1913 : The Old Guard, de James Young : Havresoc
- 1913 : Put Yourself in Their Place, de James Young : Mr. Kent
- 1913 : The Stronger Sex, de Wilfrid North : Harold Ainsley
- 1913 : A Window on Washington Park, de Laurence Trimble : un vieil homme solitaire
- 1913 : The Only Veteran in Town, de lui-même : James Arnold, un vétéran
- 1913 : The Snare of Fate, de William Humphrey : Edmund Marbury, le père de Marion
- 1913 : The Tiger Lily, de Van Dyke Brooke
- 1913 : The Carpenter, de Wilfrid North : l'étranger
- 1913 : The Diamond Mystery, de lui-même : Jonathan Moore
- 1913 : The Intruder, de Maurice Costello et Wilfrid North : William Pendragon
- 1913 : Father and Son ou The Curse of the Golden Land, de Fred Thomson : le père de Wolf
- 1913 : The Tiger, de Frederick A. Thomson : Robert Bardon
- 1913 : The Lost Millionaire, de Ralph Ince : le grand-père de Joséphine
- 1913 : The Treasure of Desert Isle, de Ralph Ince : Professeur McGill
- 1913 : The Doctor's Secret, de Van Dyke Brooke : Dr. Bergmann
- 1913 : The Warmakers, de Maurice Costello et Robert Gaillard : Johnston, le sous-secrétaire de la Navy
- 1913 : Daniel, de Fred Thomson : le vieux Daniel
- 1913 : The Whimsical Threads of Destiny, de Frederick Thompson : Giles Webster, le millionnaire
- 1913 : The Swan Girl, de Ralph Ince : le père
- 1914 : A Million Bid, de Ralph W. Ince : Sidney Belgradin
- 1914 : The First Endorsement, de Harry Lambert : Colonel Allen, le père
- 1914 : In the Old Attic, de Fred Thomson : John Morton Sr.
- 1914 : Mrs. Maloney's Fortune, de Theodore Marston
- 1914 : The Christian, de Frederick A. Thomson : Père Lamplugh
- 1914 : An Easter Lily, de Tefft Johnson
- 1914 : Mr. Barnes of New York, de Maurice Costello et Robert Gaillard : Tomasso
- 1914 : The Awakening of Barbara Dare, de Wilfrid North
- 1914 : His Last Call, de Tefft Johnson : Cyril Huntington
- 1914 : Etta of the Footlights, de Maurice Costello et Robert Gaillard : Brutus Belamy
- 1914 : The Painted World, de Ralph Ince
- 1914 : A Florida Enchantment, de Sidney Drew : Major Horton
- 1914 : His Wedded Wife, de William Humphrey
- 1914 : The Strange Story of Sylvia Gray, de Charles L. Gaskill : Henry Gray
- 1914 : In the Land of Arcadia, de Wilfrid North : Robert Landor, un psychologue
- 1914 : The Old Flute Player, de Lionel Belmore : Herr Kreutzer, le vieux joueur de flûte
- 1915 : Hearts and the Highway, de Wilfrid North : Comte de Clanranald
- 1915 : The Radium Thieves, de William Humphrey : Dr. Samuel Rayner
- 1915 : The Guttersnipe, de  Wilfred North : Peter Van Nuys
- 1915 : Pawns of Mars, de Theodore Marston : Dr. Lefone, un chimiste
- 1915 : The Esterbrook Case : J. Burgess Van Austin
- 1915 : Love's Way, de S. Rankin Drew : le père de Rand
- 1915 : L'Invasion des États-Unis (The Battle Cry of Peace), de J. Stuart Blackton et Wilfrid North : le Maître
- 1915 : The Heights of Hazard, de Harry Lambart : Mr. Martindale
- 1915 : A Price for Folly, de George D. Baker : le Duc de Segni
- 1915 : On Her Wedding Night, de George D. Baker et William Humphrey : William Carter
- 1916 : The Scarlet Runner, de Wally Van et William P. S. Earle : James Race
- 1916 : The Island of Surprise, de Paul Scardon : Godfrey Lovell
- 1916 : Britton of the Seventh, de Lionel Belmore : Lieutenant Tony Britton, à 70 ans
- 1916 : The Ruse, d'Eugene Mullin : Dr. Carlton
- 1916 : The Man He Used to Be, d'Eugene Mullin : le père de Virginia
- 1916 : Kennedy Square, de S. Rankin Drew : St. George Temple
- 1916 : Miss Warren's Brother, de Theodore Marston : Henry Willetts
- 1916 : The Supreme Temptation, de Harry Davenport : Dubois Senior
- 1916 : The Vital Question, de S. Rankin Drew : Randolph King
- 1916 : Carew and Son, de Harry Davenport : Silas Wheatley
- 1916 : Letitia, de Harry Davenport : Samuel Dent
- 1916 : The Tarantula, de George D. Baker : Van Allen
- 1916 : The Chattel, de Fred Thomson : Mr. Bard
- 1916 : The Blue Envelope Mystery, de Wilfrid North : Oncle Bob
- 1916 : La Rose du sud (Rose of the South), de Paul Scardon : Mr. Curtis, âgé
- 1916 : The Enemy, de Paul Scardon : Harrison Stuart
- 1916 : Whom the Gods Destroy, de J. Stuart Blackton, Herbert Brenon et William P. S. Earle : Père McCarthy
- 1917 : A Departmental Case, de Martin Justice : Luke Standifer
- 1917 : Kitty MacKay, de Wilfrid North : Lord Inglehart
- 1917 : The Money Mill, de John Robertson : Révérend Dr. Granger
- 1917 : The Collie Market, de J. Stuart Blackton
- 1917 : A Spring Idyl, de J. Stuart Blackton
- 1917 : Satin and Calico, de J. Stuart Blackton
- 1917 : The Fairy Godfather, de J. Stuart Blackton
- 1917 : The Question, de Perry N. Vekroff : Dr. Rundel
- 1917 : Soldiers of Chance, de Paul Scardon : Philip Winton
- 1917 : The Duplicity of Hargraves, de Thomas R. Mills : Major Pendleton Talbot
- 1917 : The Marriage Speculation, d'Ashley Miller : Mr. Cliday
- 1917 : The Diary of a Puppy, de J. Stuart Blackton
- 1918 : The Wooing of Princess Pat, de William P. S. Earle : Grand Duc de Paxitanie
- 1918 : Tangled Lives, de Paul Scardon : Colonel West
- 1918 : Primerose la sauvageonne (Wild Primrose), de Frederick A. Thomson: Williams
- 1918 : Noble Mensonge (The White Lie), de Howard C. Hickman
- 1919 : Miss Dulcie from Dixie, de Joseph Gleason : Colonel Culpepper
- 1919 : Thin Ice, de Thomas R. Mills : George Winton
- 1919 : Daring Hearts, de Henry Houry
- 1919 : The Gamblers, de Paul Scardon : John Emerson
- 1919 : Counterfeit (en), de George Fitzmaurice : Colonel Harrington
- 1920 : Human Collateral, de Lawrence C. Windom : Malcolm Melvin
- 1920 : Body and Soul, de Charles Swickard
- 1920 : The Birth of a Soul, d'Edwin L. Hollywood : Hap Barlow
- 1920 : Man and His Woman, de J. Stuart Blackton : l'étranger
- 1920 : De la haine à l'amour (The Forbidden Valley), de J. Stuart Blackton : Ben Lee
- 1921 : The Charming Deceiver, de George L. Sargent : John Adams Stanford
- 1921 : L'Héroïne du rail (The Single Track), de Webster Campbell : Andrew Geddes
- 1921 : Rainbow, d'Edward José : Andy MacTavish
- 1922 : The Prodigal Judge, d'Edward José : Général Quintard
- 1923 : The Leopardess, de Henry Kolker : Angus McKenzie
- 1923 : The Ragged Edgede F. Harmon Weight : Révérend Luther Enschede
- 1923 : The Purple Highway, de Henry Kolker : Mr. Olgivie

### Comme réalisateur
- 1908 : Antony and Cleopatra
- 1909 : Launcelot and Elaine
- 1909 : Le Songe d'une nuit d'été (A Midsummer night's dream), réalisé avec J. Stuart Blackton
- 1910 : Becket
- 1910 : Rose Leaves
- 1910 : A Christmas Carol (en)
- 1911 : Barnaby Rudge
- 1911 : Though Your Sins Be as Scarlet
- 1911 : The Spirit of the Light; or, Love Watches on Through the Years
- 1911 : The Spirit of the Lake
- 1911 : Regeneration
- 1911 : Madge of the Mountains
- 1911 : Arbutus
- 1911 : Suffer Little Children
- 1911 : The Girl and the Sheriff
- 1911 : The Little Spy
- 1911 : Vanity Fair
- 1912 : She Never Knew
- 1912 : Fortunes of a Composer
- 1912 : The Days of Terror; or, In the Reign of Terror
- 1912 : A Juvenile Love Affair
- 1912 : The Bogus Napoleon
- 1912 : Rip Van Winkle
- 1912 : The Bond of Music
- 1912 : As You Like It (en)
- 1912 : His Official Appointment
- 1912 : Wild Pat
- 1912 : The Awakening of Bianca
- 1912 : A Woman
- 1913 : The Joke Wasn't on Ben Bolt
- 1913 : A Birthday Gift
- 1913 : The Only Veteran in Town
- 1913 : The Tables Turned

### Comme producteur
- 1912 : As You Like It (en)